# کابوس قبل از کریسمس (فیلم)
کابوس قبل از کریسمس (انگلیسی: Sandy Claws) یک فیلم است به نام پنجه‌های شنی یا کابوس قبل از کریسمس که یک کارتون متحرک تولیدی مشترک کمپانی لونی تیونز و برادران وارنرز در Warner Bros سال ۱۹۵۵ است که توسط فریتز فریلنگ کارگردانی شد و سیلوستر و توییتی در آن بازی کردند.